# Sketchpad
Sketchpad fu un rivoluzionario programma per computer scritto da Ivan Sutherland nel 1963 come tesi per il suo dottorato, questo lavoro gli valse il conseguimento del premio Turing nel 1988, e del premio Kyōto nel 2012. È considerato pioniere nel campo dell'interazione uomo-macchina (HCI). Sketchpad è considerato il precursore dei moderni programmi CAD, e il punto di inizio della computer grafica in generale. Per esempio, la GUI è derivata proprio da Sketchpad, come anche la moderna programmazione orientata agli oggetti. Con Sketchpad, Ivan Sutherland ha dimostrato che la computer grafica può essere usata sia per l'arte digitale sia per la tecnica dimostrando nuovi metodi di interazione uomo-macchina.

## Storia
Sutherland fu ispirato dal Memex dal saggio As We May Think di Vannevar Bush. Sketchpad ispirò a sua volta Douglas Engelbart nello sviluppo dell'ON Line System presso l'Augmentation Research Center (ARC) dello Stanford Research Institute (SRI) durante gli anni 60.
Sketchpad fu il primo programma ad utilizzare una GUI grafica che usasse un display plotter a punti x-y, e la penna ottica. Il modo efficiente in cui il programma organizza la geometria dati è senz'altro pionieristica per l'epoca, come lo è l'introduzione dei concetti di "oggetti" e "istanze" nella computazione, puntando direttamente ad un concetto assorto qualche anno dopo, come la programmazione orientata agli oggetti. L'idea generale era di avere i disegni principali di ogni oggetto, e poterli istanziare in più duplicati. Se l'utente avesse cambiato il disegno principale, conseguentemente tutte le istanze avrebbero subito la stessa modifica. Un'altra funzione importante di Sketchpad era che esso permetteva facilmente all'utente il controllo delle proprietà geometriche del disegno, la lunghezza della linea o l'angolo tra due linee, tutto poteva essere aggiustato secondo le proprie preferenze.
Come venne scritto sul trade magazine, chiaramente Sutherland "Apre le frontiere nella modellazione computerizzata 3D e nelle simulazioni grafiche, e getta le basi della computer grafica CAD/CAM". Sutherland scrisse nella sua tesi che: Bolt, Beranek e Newman avevano un "programma simile" e che T-Square fu sviluppato da Peter Samson e uno o più studenti del MIT durante il 1962, entrambi per il PDP-1.

## Hardware
Sketchpad si eseguiva su computer Lincoln TX-2 (1958) al MIT, Il sistema era basato su transistor e disponeva di una memoria a nucleo magnetico di 64 000 parole da 36 bit. Dei 36 bit disponibili per registrare ogni punto del display in un "file display", 20 assegnavano le coordinate per ogni punto sul display e i rimanenti 16 assegnavano gli indirizzi per gli n-componente elemento, responsabile dell'assegnamento dei punti al display.
Nel 1963 la maggior parte dei computer gestivano i vari processi solo tramite modalità batch, usando scheda perforate o nastri magnetici ed erano gestiti da programmatori specializzati o studenti di ingegneria. Una considerevole quantità di tempo fu investita per rendere il TX-2 operante in maniera interattiva con grandi schermi a tubo catodico

## Pubblicazioni
Il programma Sketchpad fu parte del lavoro di tesi di dottorato di Sutherland presso il MIT e in relazione con il Computer-Aided Design project a quel tempo. Sketchpad: A Man-Machine Graphical Communication System.